# Drenova (gmina Prijepolje)
Drenova (cyr. Дренова) – wieś w Serbii, w okręgu zlatiborskim, w gminie Prijepolje. W 2011 roku liczyła 162 mieszkańców.